# Paradyschiria parvuloides
Paradyschiria parvuloides är en tvåvingeart som beskrevs av Wenzel 1966. Paradyschiria parvuloides ingår i släktet Paradyschiria och familjen lusflugor. Inga underarter finns listade i Catalogue of Life.